# Гулов, Алишер
Алишер Гулов (род. 24 августа 1989) — таджикский тхэквондист, призёр Азиатских игр, женат. В настоящее время[когда?] тренируется и живёт в США.

## Карьера
На Олимпиаде в 2012 году принял участие в соревнованиях в весовой категории свыше 80 кг. Однако в первом же круге уступил будущему победителю тех соревнований итальянцу Карло Мольфетте (3—7). Позже в рамках утешительных соревнований проиграл китайцу Лю Сяобо (1—6).
В 2014 году стал бронзовым призёром Азиатских игр.